# Іст-Гемет (Каліфорнія)
Іст-Гемет (англ. East Hemet) — переписна місцевість (CDP) в США, в окрузі Ріверсайд штату Каліфорнія. Населення — 19 432 особи (2020).

## Географія
Іст-Гемет розташований за координатами 33°43′48″ пн. ш. 116°56′28″ зх. д. / 33.73000° пн. ш. 116.94111° зх. д. (33.730124, -116.941044).  За даними Бюро перепису населення США в 2010 році переписна місцевість мала площу 13,50 км², уся площа — суходіл.

## Демографія
Згідно з переписом 2010 року, у переписній місцевості мешкало 17 418 осіб у 5320 домогосподарствах у складі 4252 родин. Густота населення становила 1290 осіб/км².  Було 5869 помешкань (435/км²).
Расовий склад населення:
| - 70,4 % — білих - 3,9 % — чорних або афроамериканців - 1,9 % — корінних американців - 1,6 % — азіатів - 0,2 % — вихідців з тихоокеанських островів - 17,2 % — осіб інших рас |

До двох чи більше рас належало 4,9 %. Частка іспаномовних становила 38,9 % від усіх жителів.
За віковим діапазоном населення розподілялося таким чином: 30,0 % — особи молодші 18 років, 59,6 % — особи у віці 18—64 років, 10,4 % — особи у віці 65 років та старші. Медіана віку мешканця становила 32,2 року. На 100 осіб жіночої статі у переписній місцевості припадало 98,1 чоловіків;  на 100 жінок у віці від 18 років та старших — 94,5 чоловіків також старших 18 років.
Середній дохід на одне домашнє господарство  становив 62 549 доларів США (медіана — 48 513), а середній дохід на одну сім'ю — 66 875 доларів (медіана — 53 165). Медіана доходів становила 39 019 доларів для чоловіків та 32 778 доларів для жінок. За межею бідності перебувало 19,5 % осіб, у тому числі 27,8 % дітей у віці до 18 років та 6,4 % осіб у віці 65 років та старших.
Цивільне працевлаштоване населення становило 6651 осіб. Основні галузі зайнятості: освіта, охорона здоров'я та соціальна допомога — 24,5 %, роздрібна торгівля — 15,6 %, будівництво — 11,7 %, мистецтво, розваги та відпочинок — 9,4 %.